# Аксёново (Томская область)
Аксёново — деревня в Томском районе Томской области. Входит в состав Богашевского сельского поселения.

## География
Находится в 6 километрах на юг от Томска по автомобильной дороге. Деревню охватывают с двух сторон речки Лесная и Клюквенная, на каждой из которых сооружены пруды.
К деревне примыкает вековой[прояснить] Аксёновский кедровник, имеющий статус памятника природы.

## Климат
В деревне Аксёново умеренно-холодный климат. В течение года выпадает значительное количество осадков, даже во время засушливых месяцев. По классификации климатов Кеппена климат деревни — влажный континентальный. Средняя годовая температура составляет 0.6 °C, среднее количество осадков в год — 555 мм.
| Показатель                    | Янв.  | Фев.  | Март  | Апр. | Май  | Июнь | Июль | Авг. | Сен. | Окт. | Нояб. | Дек.  | Год  |
| ----------------------------- | ----- | ----- | ----- | ---- | ---- | ---- | ---- | ---- | ---- | ---- | ----- | ----- | ---- |
| Средний суточный максимум, °C | −13,3 | −11,2 | −2,5  | 6,5  | 15,8 | 22,1 | 24,8 | 21,1 | 15,0 | 4,6  | −5,3  | −11,3 | 5,5  |
| Средняя температура, °C       | −17,3 | −16,1 | −7,9  | 1,4  | 9,7  | 16,0 | 19,1 | 15,7 | 10,0 | 1,1  | −8,9  | −15,3 | 0,6  |
| Средний суточный минимум, °C  | −21,3 | −20,9 | −13,2 | −3,6 | 3,6  | 10,0 | 13,4 | 10,4 | 5,0  | −2,3 | −12,5 | −19,3 | −4,2 |
| Норма осадков, мм             | 32    | 21    | 23    | 32   | 48   | 65   | 73   | 72   | 48   | 54   | 50    | 37    | 555  |
| Источник:                     |       |       |       |      |      |      |      |      |      |      |       |       |      |

## История
Деревня основана в 1726 году.
В 1926 году село Аксеново состояло из 74 хозяйств, основную часть населения составляли русские. В те годы село являлось центром Аксеновского сельсовета Коларовского района Томского округа Сибирского края.

## Население
| 1926 | 2002 | 2008 | 2009 | 2010 | 2011 | 2012 |
| ---- | ---- | ---- | ---- | ---- | ---- | ---- |
| 334  | ↘24  | ↘10  | ↗14  | ↗19  | ↘18  | ↗23  |
| 2013 | 2014 | 2015 | 2021 |      |      |      |
| ↗24  | ↘20  | →20  | ↗45  |      |      |      |

## Галерея

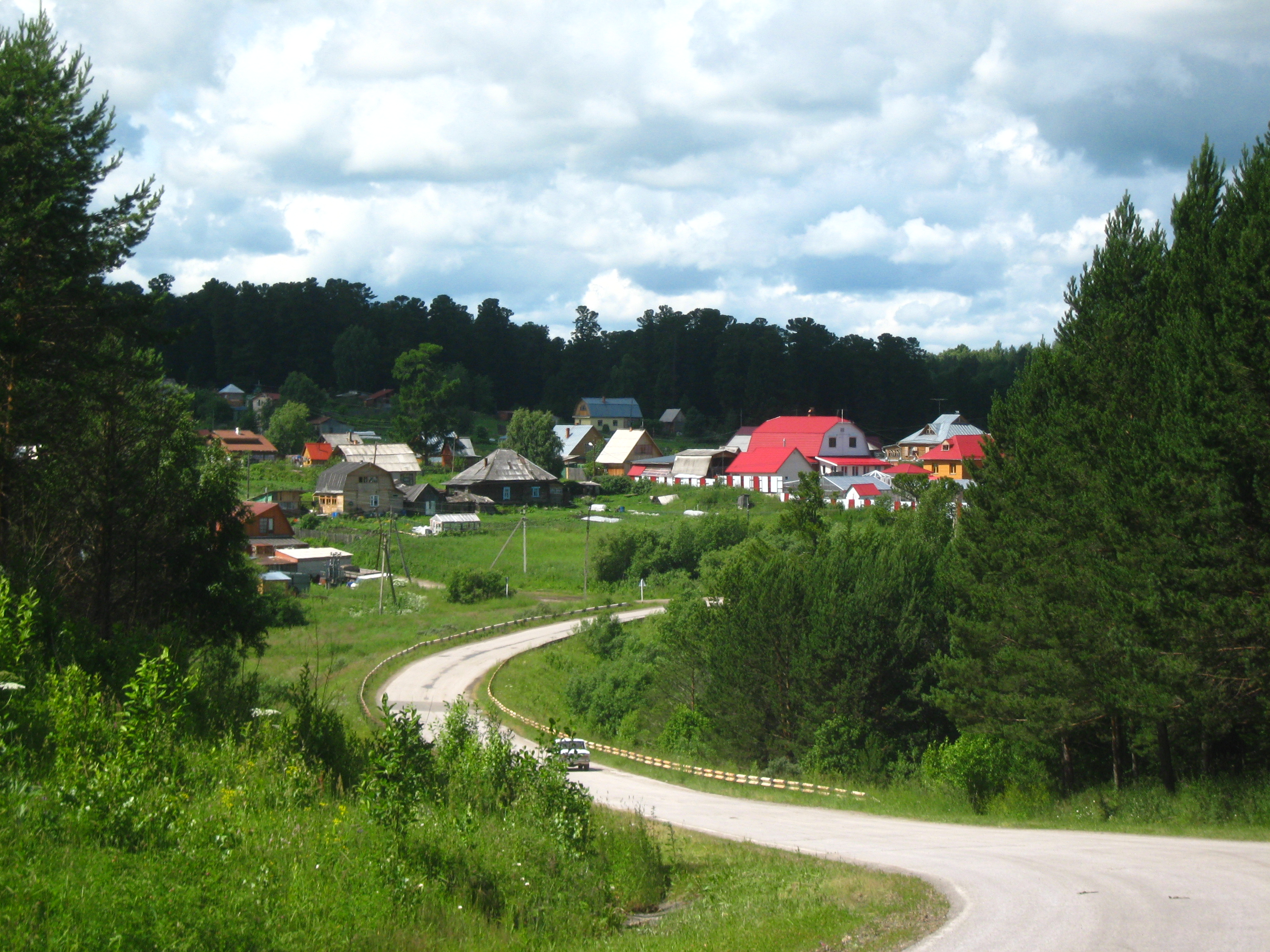
Аксёново с востока
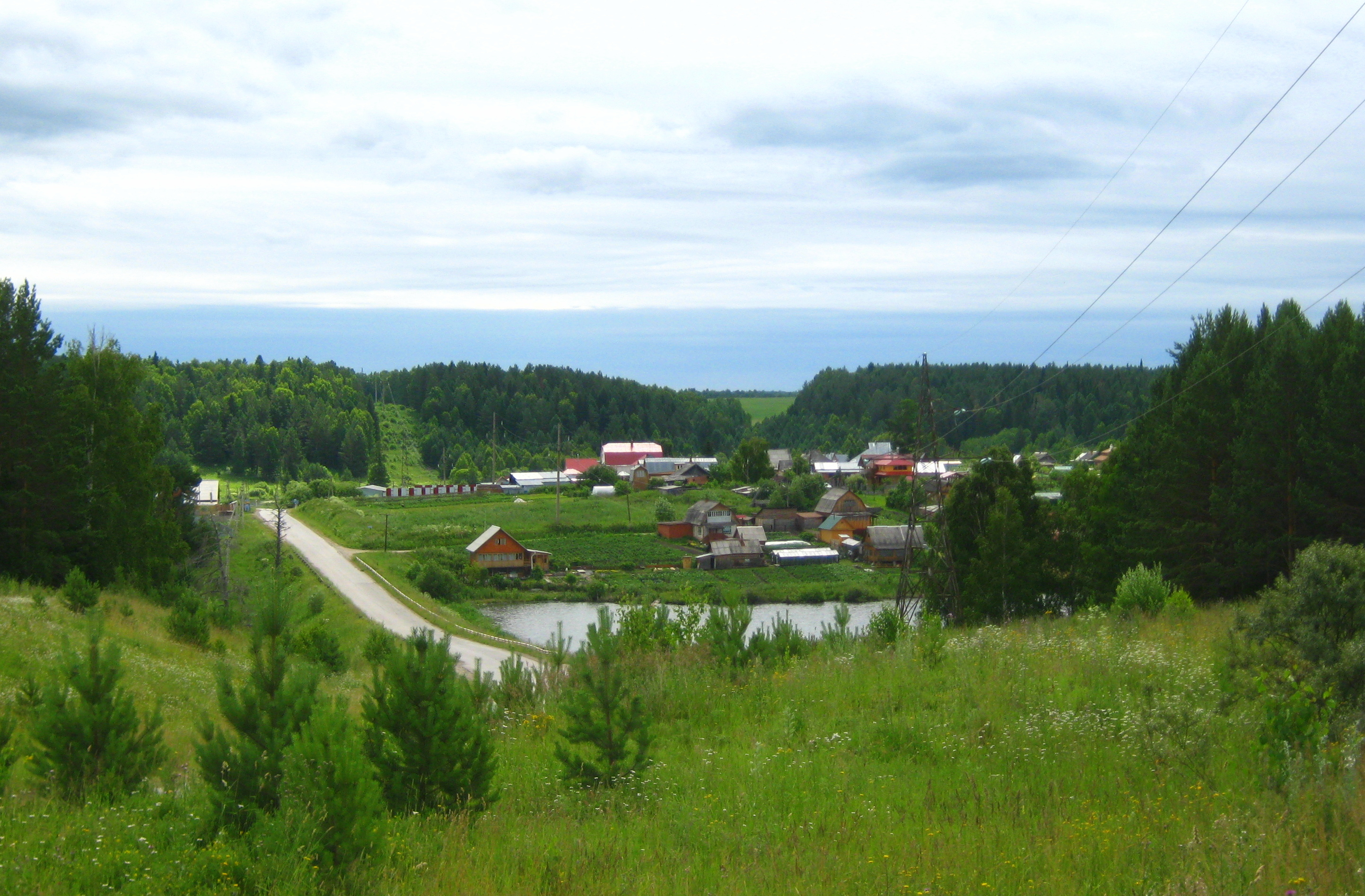
Аксёново с северо-запада
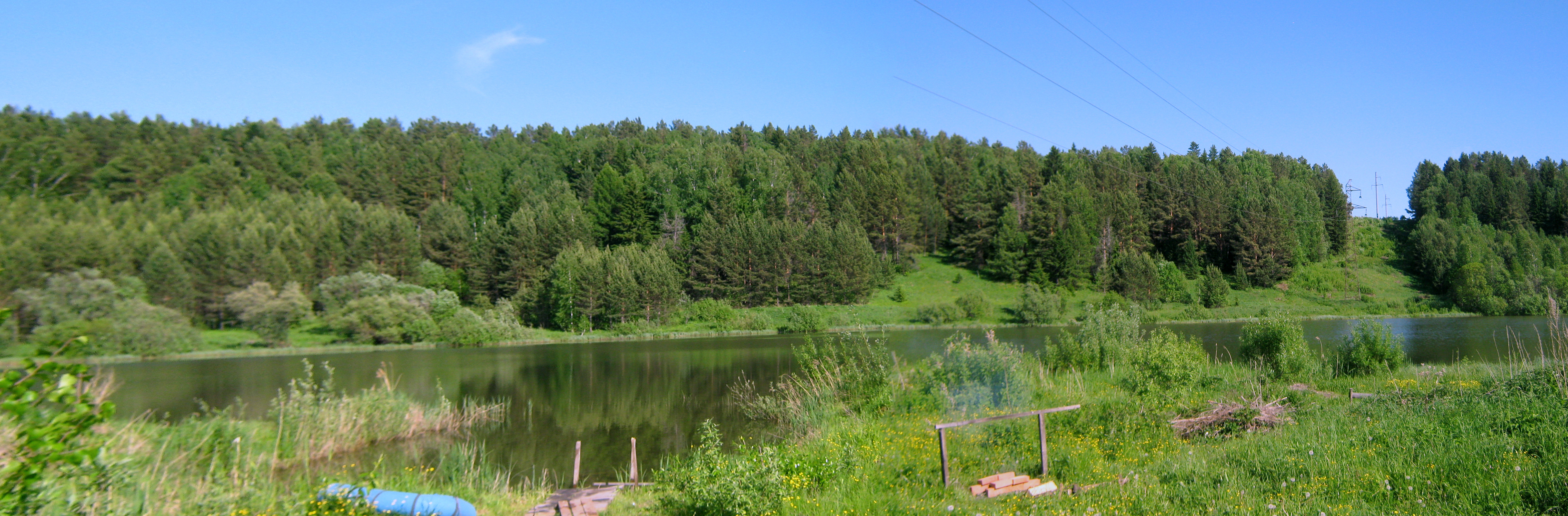
Пруд на Лесной речке в Аксёново
Пруд на Клюквенной речке в Аксёново